# Foiano della Chiana
Foiano della Chiana és un municipi italià, situat a la regió de Toscana i a la província d'Arezzo. L'any 2008 tenia 9.236 habitants.

## Fills il·lustres
Luigi Vannuccini (nascut el 4 de desembre de 1826), mestre de cant, director d'orquestra i compositor.